# Katla
Katla je veliki subglacijalni vulkan na jugu Islanda. Visok je 1512 metara. Katla je vrlo aktivan vulkan i registrirano je 20 njegovih erupcija između 930. i 1918.
Katla je jedan od najvećih vulkana na Islandu. Nalazi se sjeverno od naselja Vík í Mýrdal. Vrhunac mu je djelomično prekriven ledenjakom Mýrdalsjökull. Ima površinu od 595 km2. a kaldera mu ima promjer od 10 kilometara.
Ime Katla potječe od riječi Ketill što znači voda. Posljednja erupcija bila je 2011., dok se posebno pamti ona iz 1918. koja je trajala 24 dana.
Prethodne erupcije imale su indeks vulkanske eksplozivnosti (VEI) između 4 i 6 na skali od 0 do 8. Usporedbe radi, erupcija Eyjafjallajökull 2010 imala je VEI od 4. Veće erupcije VEI-5 mogu se usporediti s erupcijom Mount Pinatubo iz 1991. godine, dok bi značajno rjeđe erupcije VEI-6 bile usporedive s erupcijom Krakatoa iz 1883. godine.Katla je jedan od najvećih vulkanskih izvora ugljičnog dioksida (CO2) na Zemlji, koji čini do 4% ukupne globalne emisije vulkanskog ugljičnog dioksida.

## Vanjske poveznice
- Volcanism 1  Arhivirana inačica izvorne stranice od 8. prosinca 2011. (Wayback Machine)
- University of Iceland's Institute of Earth Sciences page about Katla
- webcam of Katla  Arhivirana inačica izvorne stranice od 5. prosinca 2011. (Wayback Machine)
- Katla Webcam  Arhivirana inačica izvorne stranice od 16. listopada 2011. (Wayback Machine)
- Katla: preparedness for tourists  Arhivirana inačica izvorne stranice od 23. srpnja 2011. (Wayback Machine)
- Icelandic Meteorological Office: Katla status
- Constantly updating map of earthquakes in Mýrdalsjökull